# Lucq-de-Béarn
Lucq-de-Béarn is een gemeente in het Franse departement Pyrénées-Atlantiques (regio Nouvelle-Aquitaine). De plaats maakt deel uit van het arrondissement Pau. Lucq-de-Béarn telde op 1 januari 2022 926 inwoners.

## Geschiedenis
In Lucq was er een benedictijnenabdij wiens bloeitijd in de middeleeuwen lag. Reeds in de vijftiende eeuw was de abdij in verval. In de tweede helft van de zestiende eeuw werd de katholieke godsdienst verboden in Béarn op bevel van Johanna van Albret. Dit werd in de volgende eeuw teruggedraaid maar de benedictijnengemeenschap van Lucq kwam dit niet meer te boven. Het klooster werd overgedragen aan de barnabieten. Ook dit bracht geen soelaas. In 1704 telde de abdij enkel zes paters en had ze geen abt.
De gemeente maakte tot 2016 deel uit van het arrondissement Oloron-Sainte-Marie. Per 1 januari 2017 werd zij overgeheveld naar het arrondissement Pau.

## Geografie
De oppervlakte van Lucq-de-Béarn bedroeg op 1 januari 2022 48,77 vierkante kilometer; de bevolkingsdichtheid was toen 19 inwoners per km².

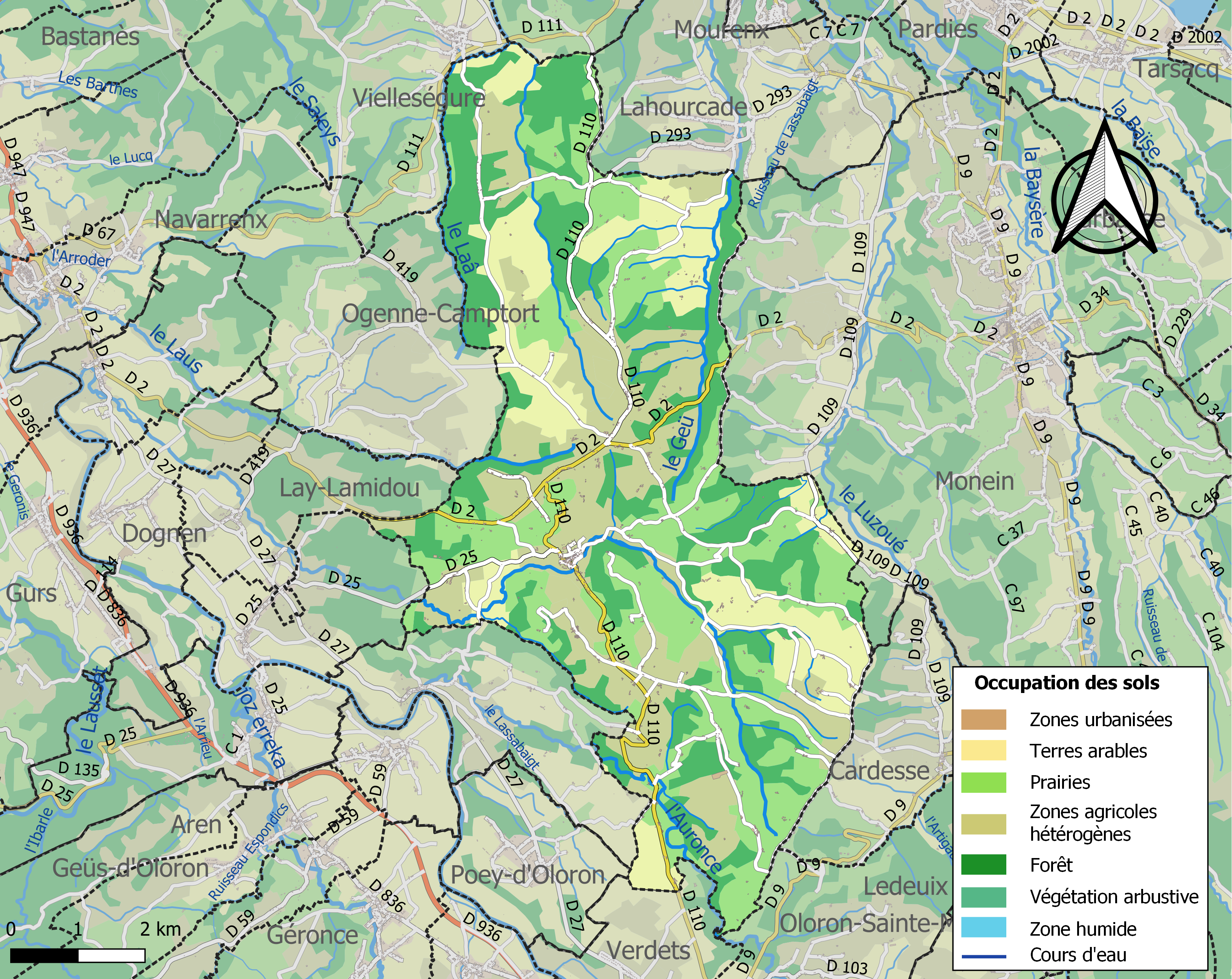
Kaart van de gemeente met belangrijkste infrastructuur, bodemgebruik en omliggende gemeenten

## Demografie
Onderstaande figuur toont het verloop van het inwonertal (bron: INSEE-tellingen).